# Jacob Cornelis van Leur
Jacob Cornelis van Leur (* 5. Dezember 1908 in Utrecht; † 28. Februar 1942 auf dem Schiff Houston in der Javasee) war ein niederländischer Historiker.

## Leben
Geboren in Utrecht, wuchs er in der Stadt Middelburg auf, mit der er sein Leben lang verbunden war, ebenso mit der Halbinsel Walcheren. In Middelburg besuchte er die Handelsschule und lernte in der letzten Klasse Pieter Jan Bouman (1902–1977) kennen, der später Professor für Soziologie in Groningen wurde und damals sein neuer Geschichtslehrer war. Zwischen den beiden entstand eine Freundschaft. Bouman brachte ihn in Kontakt mit den Werken von Max Weber, die für seine intellektuelle Entwicklung von großer Bedeutung waren.
1927 schrieb sich Van Leur für das Studium der Indologie an der Universität Leiden ein. Besonders bewunderte er dort seinen Professor Cornelis van Vollenhoven, einen Experten für indonesisches Recht. Im April 1933, als Van Leur als Assistent an den Registern von Van Vollenhovens Buch „Staatsrecht overzee“ arbeitete, erreichte ihn die Nachricht vom Tod van Vollenhovens.
Wegen Sparmaßnahmen im indischen Etat verzögerte sich die Entsendung von Beamten, wodurch Van Leur die Gelegenheit bekam, an einer Dissertation zu arbeiten. Geldmangel hinderte ihn daran, in Rotterdam zu studieren und zu einer wirtschaftshistorischen Arbeit über Zeeland zu promovieren. Stattdessen blieb er in Leiden und promovierte im Oktober 1934 bei Julius Herman Boeke mit einer Dissertation über den alten asiatischen Handel. Nach seiner Heirat mit Jeanne de Loos zog das junge Paar nach Niederländisch-Indien. Von Dezember 1934 bis Juli 1936 arbeitete Van Leur als Assistent in Toeloengagoeng und wurde dann zur Algemene Sekretarie in Buitenzorg (koloniale Verwaltungsstelle) versetzt, Abteilung für finanzielle und wirtschaftliche Angelegenheiten. Ende 1940, nachdem er vom Bombardement auf Middelburg erfahren hatte, meldete er sich freiwillig zur Marine Indiens. Nach seiner Ausbildung wurde er Verbindungsoffizier beim US-Marineverband und nahm an Bord des Kreuzers „Houston“ an der Schlacht in der Javasee teil. Die „Houston“ überstand die Schlacht, wurde aber bei dem Versuch, durch die Sundastraße zu entkommen, versenkt. Van Leur kam im Alter von 33 Jahren ums Leben.

## Forschung
Van Leurs Dissertation von 1934 gilt seit mehreren Jahrzehnten, auch international, als ein Meisterwerk der nicht-westlichen Geschichte. Sein ideales Ziel war es, in den Fußstapfen von Max Weber ein theoretisches Gerüst zu schaffen, das eine sinnvolle Synthese der Globalgeschichte ermöglichen würde.
Van Leur wird als Begründer der indo-zentrierten Geschichtsschreibung angesehen, deren Ziel es war, die indonesische Geschichte eigenständiger und differenzierter darzustellen, als dies in kolonialistischen eurozenristischen Deutungen üblich war. Seine Dissertation gilt als ein bedeutendes Werk der nicht-westlichen Geschichte. Beispielsweise reagierte Van Leur sensibel auf das Geschichtsbild Indonesiens ab dem 16. Jahrhundert, wenn nach der Ankunft einiger europäischer Schiffe vom „...Standpunkt der beengten kleinen europäischen Festung, der stickigen Loge und des bewaffneten Schiffes auf Reede“ ausgegangen wird. Mit großem Eifer setzte sich Van Leur schriftlich gegen diese einseitige europäische Perspektive zur Wehr. In seiner Dissertation wies er deshalb nach, dass Portugiesen und Niederländer noch über lange Zeit nur einen Bruchteil der zahlreichen anderen ausländischen Händler im Archipel ausmachten.
1937 hielt er einen Vortrag für die Historische Sektion der Bataviaasch Genootschap. Dabei kritisierte er die gängige Periodisierung der indonesischen Geschichte, warnte vor dem zu sorglosen Gebrauch von Begriffen, die aus der europäischen Geschichte entlehnt sind, und befürwortete erneut eine indo-zentrische Alternative. Als Voraussetzung für ein wirklich historisches Studium Indonesiens nannte er den Abbau von Forschungsperspektiven, die sich vor allem auf bestimmte Zeitperioden fokussierten, sowie die Einführung flexibler Begriffe und Kategorien in der Analyse, wobei erneut Webers Werk als Ausgangspunkt empfohlen wurde.
In drei kritischen Rezensionen des von Frederik Willem Stapel herausgegebenen Standardwerks Geschiedenis van Nederlandsen Indië (Amsterdam, 1938–1940, 5 Bände) zeigte er zahlreiche Mängel dieses überwiegend traditionell, kolonialistisch geprägten Werks auf. Dieses Werk, so Van Leur, „...ist keine Geschichtsschreibung, sondern ein nationaler Katechismus“.
Van Leur widerlegte die Auffassung, wonach die Ankunft der Europäer im 16. Jahrhundert den asiatischen Handel grundlegend umgestaltet habe. Stattdessen zeigte er, dass die Europäer lediglich spät in einem bereits sehr großen und von asiatischen Händlern geprägten Seehandelsmarkt eingestiegen sind, auf dem diese die Vorreiterrolle innehatten.

## Schriften (Auswahl)
Monographien
- Eenige beschouwingen betreffende den ouden Aziatischen handel. (Dissertation, Middelburg, 1934.)

Aufsätze
- Koloniale Geschiedschrijving en Inheemse Ontwikkelingen. In: Tijdschrift voor Indische taal-, land- en volkenkunde, 77 (1937), S. 414–431.
- Het Inheemsche Element in de Sociologische Beschouwing van de Geschiedenis van Indonesië. In: Tijdschrift voor Geschiedenis, 52 (1937), S. 183–194.
- On the significance of the study of Indonesian history. In: Jacob Cornelis van Leur: Indonesian Trade and Society: Essays in Asian Social and Economic History. Hrsg. und übers. von M. A. P. Meilink-Roelofsz, Den Haag, W. van Hoeve, 1955, S. 261–288. (Erweiterte englische Fassung des Vortrags im Rahmen der Historischen Sektion der Bataviaasch Genootschap.)
- Rezension zu F. W. Stapel (Hrsg.): Geschiedenis van Nederlandsen Indië. In: Tijdschrift voor Indische taal-, land- en volkenkunde 79 (1939), S. 595.
- Rezension zu F. W. Stapel (Hrsg.): Geschiedenis van Nederlandsen Indië, in: Tijdschrift voor Indische taal-, land- en volkenkunde 80 (1940), S. 546–547.
- Eenige aantekeningen betreffende de mogelijkheid der 18e eeuw als categorie in de Indische geschiedschrijving. In: Tijdschrift van het Bataviasch Genootschap, 67 (1940), pp. 544–564.
- De wereld van Zuid-Oost Azie. In: Tijdschrift voor Geschiedenis, 57 (1947), S. 292–298.

Gesammelte Schriften
- Indonesian Trade and Society: Essays in Asian Social and Economic History. Hrsg. und übers. von M. A. P. Meilink-Roelofsz, Den Haag, W. van Hoeve, 1955. (Enthält Van Leurs wichtigste Schriften und seine Dissertation (in Auszügen) auf Englisch)